# Kabinett Saydam I
Das Kabinett Saydam I war die elfte Regierung der Türkei, die vom 25. Januar 1939 bis zum 3. April 1939 von Refik Saydam geführt wurde.
Am 10. November 1938 starb Atatürk in Istanbul. Schon am folgenden Tag wurde der ehemalige Ministerpräsident İsmet İnönü von der Großen Nationalversammlung der Türkei zum neuen Staatspräsidenten gewählt. In der Folge wurde die Regierung von Ministerpräsident Celâl Bayar aufgelöst und dieser wieder mit der Regierungsbildung beauftragt. Nach wenigen Tagen im Amt trat Bayar aber zurück. Neuer Regierungschef wurde der bisherige Innenminister Saydam. Nach den Wahlen am 26. März 1939 blieb die Regierung noch bis zur Kabinettsneubildung am 3. April 1939 im Amt.

## Regierung
| Titel                                                     | Name            | Partei | Amtszeit |
| --------------------------------------------------------- | --------------- | ------ | -------- |
| Ministerpräsident                                         | Refik Saydam    | CHP    |          |
| Justizminister                                            | Fikret Sılay    | CHP    |          |
| Verteidigungsminister                                     | Naci Tınaz      | CHP    |          |
| Innenminister                                             | Faik Öztrak     | CHP    |          |
| Außenminister                                             | Şükrü Saracoğlu | CHP    |          |
| Finanzminister                                            | Fuat Ağralı     | CHP    |          |
| Bildungsminister                                          | Hasan Ali Yücel | CHP    |          |
| Minister für öffentliche Arbeiten                         | Ali Çetinkaya   | CHP    |          |
| Gesundheitsminister                                       | Hulusi Alataş   | CHP    |          |
| Minister für Zölle und Monopole                           | Ali Rana Tarhan | CHP    |          |
| Wirtschaftsminister                                       | Hüsnü Çakır     | CHP    |          |
| Minister für Landwirtschaft und dörfliche Angelegenheiten | Muhlis Erkmen   | CHP    |          |